# Edmonds Pianofabrik
Edmonds Pianofabrik, var ett företag som tillverkade pianon och grundades 1934 i Stockholm. Företaget var verksamt 1955–1960 i Mjölby.
Axel Edmund Edmond (1888–1950) grundade företaget 1934. Det såldes senare till Martin Broström och Valter Millroth. De kom senare att gå skilda vägar.